# YSCC Yokohama
Yokohama Sports & Culture Club (横浜スポーツ&カルチャークラブ Yokohama Supōtsu & Karuchā Kurabu?), comúnmente referido como Y.S.C.C. Yokohama (Y.S.C.C.横浜 Y.S.C.C. Yokohama?) o simplemente YSCC es un club de fútbol de Japón ubicado en la ciudad de Yokohama, en la Prefectura de Kanagawa. Fue fundado en 1986 y jugara en la Japan Football League a partir de la temporada 2025.

## Historia
Este equipo fue fundado en 1986 por antiguos jugadores de ANA bajo el nombre Yokohama Sports Club. En 1987 se cambió el nombre a Yokohama Soccer & Culture Club. La “S” fue cambiada a “Sports” en 2002.
Y.S.C.C Yokohama fue el punto inicial de la carrera de varios jugadores que pasaron por Yokohama Flügels y Yokohama F. Marinos. Cuando Flügels desapareció en 1999, YSCC apoyó la creación de Yokohama F.C. para reemplazarlos.
En 2012 disputó la Japan Football League por primera vez y terminó en la sexta posición.

## Uniforme
- Uniforme titular: Camiseta celeste, pantalón azul marino, medias celeste.
- Uniforme alternativo: Camiseta roja, pantalón rojo, medias rojas.

| Titular | Alternativo |

## Jugadores

### Jugadores destacados
| Japón - Daiki Hattori - Hisao Mita - Kazuki Ito - Yuji Fujikawa - Kazuma Inoue - Kenji Moriyama - Kosuke Matsuda (2009-2017) - Mitsuki Watanabe (2010-2016) |

## Récord
| Año  | Div. | Eqs. | Pos. | Asistencia/P | Copa del Emperador |
| ---- | ---- | ---- | ---- | ------------ | ------------------ |
| 2012 | JFL  | 17   | 6    | 710          | Segunda ronda      |
| 2013 | JFL  | 18   | 12   | 783          | –                  |
| 2014 | J3   | 12   | 12   | 1.018        | Segunda ronda      |
| 2015 | J3   | 13   | 13   | 919          | –                  |
| 2016 | J3   | 16   | 16   | 1.018        | –                  |
| 2017 | J3   | 17   | –    | –            | Primera ronda      |

Notas
- Eqs. = Número de equipos
- Pos. = Posición en liga
- Asistencia/P = Asistencia por partido

## Rivalidades
Derbi de Kanagawa
Este es el derbi que disputan los equipos que pertenecen a la prefectura de Kanagawa, actualmente el encuentro más importante es el del Yokohama F. Marinos y el Kawasaki Frontale. Otros equipos que se consideran dentro de este derbi son el Shonan Bellmare, Yokohama FC, YSCC Yokohama, y SC Sagamihara. Antiguamente fueron parte de este el Verdy Kawasaki y el Yokohama Flügels.
Derbi de Yokohama
El derbi entre los equipos más representativos de la ciudad de Yokohama, el Yokohama F. Marinos, Yokohama FC y el YSCC Yokohama. Antiguamente el extinto Yokohama Flügels participó de este derbi.